# Silvia Bordiga
Silvia Bordiga (Torino, 28 aprile 1964) è una chimica italiana.

## Biografia
Si è laureata con lode in chimica (1988) presso l'Università di Torino e quindi ha conseguito un dottorato in scienze chimiche (1993) all'Università di Roma; ha fatto parte del Consiglio Direttivo del Gruppo Interdivisionale di Catalisi (GIC) della Società chimica italiana ed è stata docente presso il Dipartimento di Chimica dell’Università di Oslo.
È socia corrispondente di chimica e applicazioni presso l'Accademia Nazionale dei Lincei, docente di chimica all'Università di Torino e editrice associata di ACS Pubblications.
Si occupa della "comprensione della natura chimico-fisica di materiali nanostrutturati di interesse per la catalisi e l’assorbimento selettivo", e viene indicata come una delle chimiche più note al mondo.

## Riconoscimenti
- (2023) Targa Chini di Chimind, Divisione Chimica Industriale[9].
- (2021) Premio Feltrinelli dell'Accademia Nazionale dei Lincei per fisica, chimica e applicazioni[10].
- (2019) Premio "Francois Gault Lectureship Award" per il suo contributo allo sviluppo e all'applicazione di metodi spettroscopici[11].
- (2019) Con le colleghe Unni Olsbye e Serena DeBeer e il collega Vincent Eijsink, ha ottenuto un fondo di quasi 10 milioni di euro per la ricerca di conversioni chimiche più pulite, con il premio "ERC 2019 Synergy Grants"[12].